# Justicia pilosa
Justicia pilosa är en akantusväxtart som först beskrevs av Christian Gottfried Daniel Nees von Esenbeck, och fick sitt nu gällande namn av Gustav Lindau. Justicia pilosa ingår i släktet Justicia och familjen akantusväxter. Inga underarter finns listade i Catalogue of Life.